# 瓦扎克卡拉
瓦扎克卡拉（Vazhakkala），是印度喀拉拉邦Ernakulam县的一个城镇。总人口42272（2001年）。

## 人口
该地2001年总人口为42272人，其中男性占了20896人，女性21376人，女性比男性多出480人；0—6岁人口4549人，其中男2299人，女2250人；识字率83.92%，其中男性为85.99%，女性为81.90%。